# Joya de Cerén
Joya de Cerén é um sítio arqueológico pré-colombiano maia, localizado próximo de San Juan Opico, departamento de La Libertad, em El Salvador. Trata-se de um dos mais importantes sítios mesoamericanos, pois aqui é possível conhecer pormenores da vida cotidiana de uma aldeia agrícola maia do século VII, altura em que o sítio foi destruído por uma erupção vulcânica, o que leva a crer  muitas vezes se refira como a Pompeia das Américas. Não se conhece ainda a real extensão deste sítio uma vez que continuam os trabalhos de prospecção arqueológica. Joya de Cerén foi declarado Património da Humanidade pela UNESCO em 1993.

## História e importância de Joya de Cerén
Habitado desde o pré-clássico médio (900 a.C.), este povoado agrícola foi abandonado em 250 em consequência da erupção do vulcão Ilopango, a qual cobriu grande parte do que hoje é El Salvador sob uma camada de cinzas. Este fato levou ao abandono desta região e à interrupção do desenvolvimento cultural maia no período pré-clássico tardio. Passados 150 anos desde a erupção do Ilopango, a região começou a ser novamente ocupada, pois o novo solo vulcânico já permitia o cultivo. O estabelecimento de Joya Cerén terá ocorrido antes do final do século VI e era tributária de San Andrés.
Pouco tempo depois, cerca do ano 600, Joya de Cerén foi destruída por uma nova erupção, desta vez do vulcão de  Loma Caldera, situado a menos de 1 km do povoado. Apesar desta erupção ter afetado uma área de apenas 5 km², ela foi suficiente para soterrar a aldeia sob 14 camadas de cinza vulcânica que se depositou em várias camadas distintas, com temperaturas entre os 100 e 500 °C, protegendo assim as construções e utensílios da ação dos elementos. Pensa-se que os habitantes de Joya Cerén terão tido tempo para escapar, pois não foram encontrados até ao momento quaisquer corpos. Ao fugir deixaram atrás de si os seus utensílios, cerâmicas e alimentos.

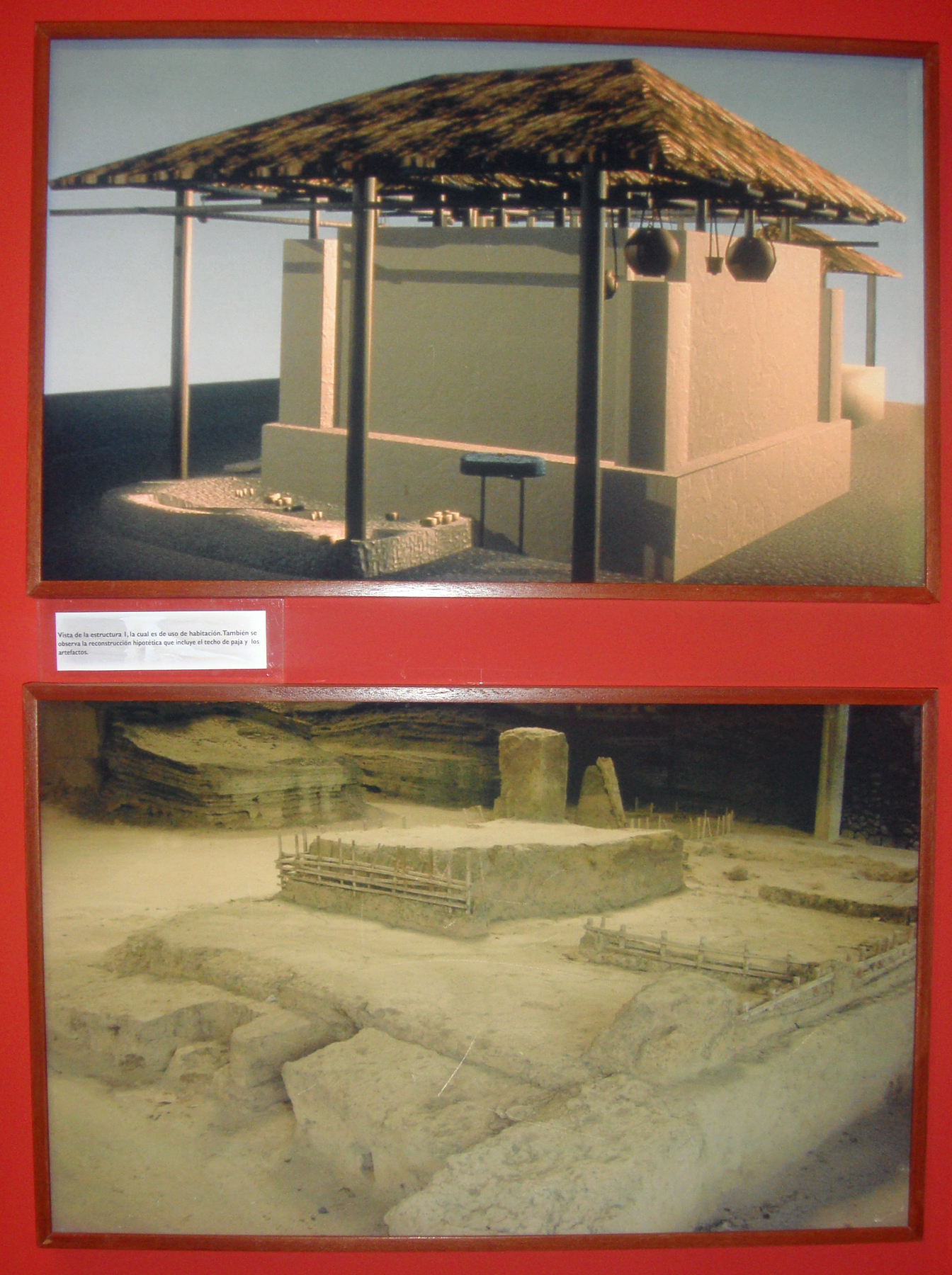
Desenho artístico mostrando como seria a casa (estrutura 1) baseado nas ruínas escavadas na zona 1.

O sítio foi descoberto em 1976, quando se executavam trabalhos de terraplanagem durante a construção de uns silos. Os primeiros trabalhos de análise foram efetuados em 1978 e 1980 por Payson Sheets, professor de antropologia na Universidade do Colorado em Boulder. Os trabalhos de escavação foram interrompidos durante a guerra civil, sendo retomados em 1989 até 1996.

## Estruturas do sítio
As casas dos habitantes de Joya Cerén são constituídas por três unidades separadas: os dormitórios, a cozinha (onde se encontraram facas, mós, vasilhas com restos de comida (feijões, cacau, malaguetas), pratos de barro, entre outros) e o armazém. Podem ainda ter uma quarta unidade (oficina, temazcal). As casas tinham os seus próprios terrenos de cultivo e em alguns casos estes estavam limitados por uma cerca de madeira.
As estruturas religiosas são a estrutura 10 (com função possivelmente religiosa, como uma confraria) e a estrutura 12 (a casa do xamã ou líder religioso do sítio). As estruturas políticas são a estrutura 3 (a maior de Joya de Cerén) ligada por uma praça à estrutura 13.